# Fiat Zero
Fiat Zero – samochód osobowy produkowany przez firmę Fiat w latach 1912–1915. 

## Historia
Na początku sprzedawany za 8000 lirów, potem cena została zmniejszona do 6900 lirów (równowartość 23 250 € w 2003 r.). Spadek ceny wynikał z dość dużej skali produkcji jak na tamte czasy. W latach 1912–1915 wyprodukowano 2119 sztuk. Samochód mógł rozwijać prędkość do 70 km/h, spalając około 12 dm³ benzyny na 100 km.